# マリンカの戦い (2015年)
マリンカの戦い（マリンカのたたかい）は、ドンバス戦争において2015年6月3日にウクライナのドネツィク州ポクロウシク地区マリンカで発生したウクライナ軍と自称DPR軍の戦闘である。マリンカは一時的にDPR軍に占領されたがウクライナ軍が奪還した。

## 戦闘
ウクライナ軍によれば、マリンカの戦いは、6月3日午前3時に始まり、分離派勢力が戦車と兵士1000人で攻勢をかけた。DPRは、この攻撃は6月2日夜から6月3日朝までのウクライナ軍によるドネツィク、ホルリウカ、スタロミハイリフカ、エナキエヴェへの激しい砲撃への報復であると発言し、さらに、それらの砲撃でマリンカ付近のDPR占領地で15人が死亡したとした。分離派勢力の攻撃は砲撃で始まり、日が昇ると、歩兵と戦車で攻勢をかけた。戦闘は12時間ほどで停止したが、すぐに再開した。戦闘はクラスノホリウカにも広がり、双方とも砲火を浴び、血塗れで混沌とした市街戦が発生した。双方の砲撃が行き交い、その日の終わりには、反乱軍が町の一部を支配した。とあるウクライナ国会議員によれば、マリンカの70%がDPRに支配されたという。

## 停戦
マリンカの状況は、停戦が定着したため、早朝の間は安定していた。ウクライナ軍は、停戦によりマリンカがウクライナ軍の手に戻ったと発言し、DPRの国防大臣ウラジミール・コノノフとウクライナ軍は欧州安全保障協力機構に対して、マリンカがウクライナ領であると認めた。6月4日、AP通信の記者は、マリンカに短期間滞在し、掃討戦が行われているが、町がウクライナの支配下になったことを確認した。
マリンカの戦いで、分離派20人と兵士4人が戦死、分離派99人と兵士39人が負傷し、市民9人が死亡、30人以上が負傷した。6月4日、DPRによれば、引き続きウクライナの砲撃と迫撃砲がドネツィクを含むDPR支配下の複数の都市に直撃し、分離派16人と市民5人が死亡、分離派86人と市民38人が死亡した。翌日、ウクライナ大統領は、分離派勢力が追放され、ウクライナ軍がマリンカを奪還し、ロシア人1人を含む「妨害工作を行った」12人を捕虜にしたと発表したが、第三者機関により確認されたものではなかった。

## 余波
キーウ・ポストは、ウクライナ軍司令官の「分離派勢力がマリンカとクラスノホリウカを占領したならば、ピスキーとアウディーイウカ（ドネツィクの北と北西）におけるチョークポイントとなるだろう」という発言を引用した。戦闘に参加したウクライナ兵士は、キーウ・ポストに対して、戦闘は能力をテストするためのものだったと信じていると発言した 。この見解には、ロシアの軍事アナリストパベル・フェルゲンハウエルも同調した。反乱軍は、マリンカを攻撃したことを否定し、戦闘は反撃の際に発生したとした。